# Kaspiysk
Kaspiysk (tiếng Nga: Каспийск) là một thành phố Nga. Thành phố này thuộc chủ thể Cộng hòa Dagestan. Thành phố có dân số 77.650 người (theo điều tra dân số năm 2002). Đây là thành phố lớn thứ 205 của Nga theo dân số năm 2002. Dân số qua các thời kỳ: 103,914 (Điều tra dân số 2010); 77,650 (Điều tra dân số 2002); 60,069 (Điều tra dân số năm 1989); 43,000 (1972).

## Khí hậu
Kaspiysk có khí hậu thảo nguyên lạnh (phân loại khí hậu Köppen: BSk).
| Dữ liệu khí hậu của Kaspiysk            | Dữ liệu khí hậu của Kaspiysk | Dữ liệu khí hậu của Kaspiysk | Dữ liệu khí hậu của Kaspiysk | Dữ liệu khí hậu của Kaspiysk | Dữ liệu khí hậu của Kaspiysk | Dữ liệu khí hậu của Kaspiysk | Dữ liệu khí hậu của Kaspiysk | Dữ liệu khí hậu của Kaspiysk | Dữ liệu khí hậu của Kaspiysk | Dữ liệu khí hậu của Kaspiysk | Dữ liệu khí hậu của Kaspiysk | Dữ liệu khí hậu của Kaspiysk | Dữ liệu khí hậu của Kaspiysk |
| Tháng                                   | 1                            | 2                            | 3                            | 4                            | 5                            | 6                            | 7                            | 8                            | 9                            | 10                           | 11                           | 12                           | Năm                          |
| --------------------------------------- | ---------------------------- | ---------------------------- | ---------------------------- | ---------------------------- | ---------------------------- | ---------------------------- | ---------------------------- | ---------------------------- | ---------------------------- | ---------------------------- | ---------------------------- | ---------------------------- | ---------------------------- |
| Trung bình ngày tối đa °C (°F)          | 3.3 (37.9)                   | 3.6 (38.5)                   | 7.1 (44.8)                   | 14.4 (57.9)                  | 21.1 (70.0)                  | 26.3 (79.3)                  | 28.9 (84.0)                  | 28.6 (83.5)                  | 23.5 (74.3)                  | 17.2 (63.0)                  | 10.8 (51.4)                  | 5.8 (42.4)                   | 15.9 (60.6)                  |
| Trung bình ngày °C (°F)                 | 0.4 (32.7)                   | 0.8 (33.4)                   | 4.1 (39.4)                   | 10.7 (51.3)                  | 17.1 (62.8)                  | 22.3 (72.1)                  | 25.1 (77.2)                  | 24.6 (76.3)                  | 19.9 (67.8)                  | 13.8 (56.8)                  | 7.9 (46.2)                   | 3.1 (37.6)                   | 12.5 (54.5)                  |
| Tối thiểu trung bình ngày °C (°F)       | −2.4 (27.7)                  | −2.0 (28.4)                  | 1.1 (34.0)                   | 7.0 (44.6)                   | 13.2 (55.8)                  | 18.3 (64.9)                  | 21.4 (70.5)                  | 20.6 (69.1)                  | 16.4 (61.5)                  | 10.4 (50.7)                  | 5.0 (41.0)                   | 0.5 (32.9)                   | 9.1 (48.4)                   |
| Lượng Giáng thủy trung bình mm (inches) | 22 (0.9)                     | 28 (1.1)                     | 21 (0.8)                     | 18 (0.7)                     | 28 (1.1)                     | 25 (1.0)                     | 26 (1.0)                     | 23 (0.9)                     | 38 (1.5)                     | 43 (1.7)                     | 31 (1.2)                     | 29 (1.1)                     | 332 (13)                     |
| Nguồn: Climate-Data.org                 |                              |                              |                              |                              |                              |                              |                              |                              |                              |                              |                              |                              |                              |

## Địa vị hành chính
Trong khuôn khổ của các đơn vị hành chính, Thành phố Kaspiysk là một đơn vị hành chính có địa vị ngang bằng với các huyện. Là một đơn vị đô thị, Thành phố Kaspiysk được hợp thành Okrug đô thị Kaspiysk.

## Nhân khẩu
Thành phần dân tộc của Kaspiysk (2002):
- Người Dargin (20,7%)
- Người Lezgin (18,0%)
- Người Lak (15,1%)
- Người Nga (13,2%)
- Người Avar (13,1%)
- Người Kumyk (9,9%)
- Người Tabasaran (5,2%)
- Người Aghul (1,1%)
- Người Azerbaijan (0,9%)